# Super Clásico Copa LG 2014
La III edición del Superclásico, organizado por la empresa RPM TV, fue realizado en el Estadio Nacional el 20 de julio de 2014, con el nombre de Copa LG, donde el conjunto Alajuelense obtuvo el título.

## Equipos participantes
| Club                       | Ciudad   | Estadio               | Capacidad | Socio de TV |
| -------------------------- | -------- | --------------------- | --------- | ----------- |
| Deportivo Saprissa         | Tibás    | Ricardo Saprissa      | 23.000    | Teletica    |
| Liga Deportiva Alajuelense | Alajuela | Alejandro Morera Soto | 19.000    | Repretel    |

| 18    | POR   | Alfonso Quesada     | 57' |
| 4     | DEF   | Kenner Gutiérrez    |     |
| 2     | DEF   | Elías Palma         |     |
| 3     | DEF   | Porfirio López      |     |
| 6     | DEF   | José Salvatierra    |     |
| 24    | MED   | Ariel Soto          |     |
| 26    | MED   | Ariel Rodríguez     |     |
| 28    | MED   | Juan Gabriel Guzmán |     |
| 10    | MED   | Álvaro Sánchez      | 67' |
| 8     | DEL   | Armando Alonso      | 80' |
| 27    | DEL   | Johan Venegas       | 78' |
| D. T. | D. T. | Óscar Ramírez       |     |

| 1     | POR   | Danny Carvajal   |     |
| 16    | DEF   | Gabriel Badilla  |     |
| 17    | DEF   | Kendall Waston   |     |
| 2     | DEF   | Jordan Smith     |     |
| 29    | DEF   | Michael Barquero |     |
| 25    | MED   | Manfred Russell  |     |
| 21    | MED   | Diego Estrada    | 60' |
| 21    | MED   | David Guzmán     |     |
| 9     | MED   | Hansell Arauz    |     |
| 15    | DEL   | Deyver Vega      | 62' |
| 33    | DEL   | Carlos Saucedo   | 46' |
| D. T. | D. T. | Rónald González  |     |

| 23 | Guardameta     | Dexter Lewis         | 57' |
| 21 | Delantero      | José Guillermo Ortiz | 67' |
| 31 | Centrocampista | Osvaldo Rodríguez    | 78' |
| 21 | Centrocampista | Allen Guevara        | 80' |

| 7  | Delantero      | David Ramírez       | 46' |
| 23 | Centrocampista | Juan Bustos Golobio | 60' |
| 26 | Delantero      | Daniel Colindres    | 62' |

| 52' | Armando Alonso |  |

| 18' · 20' · 20' · 20' · | José Salvatierra Johan Venegas Porfirio López Kenner Gutiérrez |

| 20' · 43' · 70' · 91' · | Gabriel Badilla David Guzmán Jordan Smith Manfred Russell |

| Principal  | Ricardo Montero  |
| Asistentes | Warner Castro    |
|            | Carlos Fernández |
| Cuarto     | Pedro Navarro    |

|                    |   |   |
| Tiros              | - | - |
| Tiros a puerta     | - | - |
| Faltas             | - | - |
| Saques de esquina  | - | - |
| Penaltis           | - | - |
| Fueras de juego    | - | - |
| Posesión del balón | % | % |

| Alineación inicial |

| 18    | POR   | Alfonso Quesada     | 57' |
| 4     | DEF   | Kenner Gutiérrez    |     |
| 2     | DEF   | Elías Palma         |     |
| 3     | DEF   | Porfirio López      |     |
| 6     | DEF   | José Salvatierra    |     |
| 24    | MED   | Ariel Soto          |     |
| 26    | MED   | Ariel Rodríguez     |     |
| 28    | MED   | Juan Gabriel Guzmán |     |
| 10    | MED   | Álvaro Sánchez      | 67' |
| 8     | DEL   | Armando Alonso      | 80' |
| 27    | DEL   | Johan Venegas       | 78' |
| D. T. | D. T. | Óscar Ramírez       |     |

| 1     | POR   | Danny Carvajal   |     |
| 16    | DEF   | Gabriel Badilla  |     |
| 17    | DEF   | Kendall Waston   |     |
| 2     | DEF   | Jordan Smith     |     |
| 29    | DEF   | Michael Barquero |     |
| 25    | MED   | Manfred Russell  |     |
| 21    | MED   | Diego Estrada    | 60' |
| 21    | MED   | David Guzmán     |     |
| 9     | MED   | Hansell Arauz    |     |
| 15    | DEL   | Deyver Vega      | 62' |
| 33    | DEL   | Carlos Saucedo   | 46' |
| D. T. | D. T. | Rónald González  |     |

| 23 | Guardameta     | Dexter Lewis         | 57' |
| 21 | Delantero      | José Guillermo Ortiz | 67' |
| 31 | Centrocampista | Osvaldo Rodríguez    | 78' |
| 21 | Centrocampista | Allen Guevara        | 80' |

| 7  | Delantero      | David Ramírez       | 46' |
| 23 | Centrocampista | Juan Bustos Golobio | 60' |
| 26 | Delantero      | Daniel Colindres    | 62' |

| 52' | Armando Alonso |  |

| 18' · 20' · 20' · 20' · | José Salvatierra Johan Venegas Porfirio López Kenner Gutiérrez |

| 20' · 43' · 70' · 91' · | Gabriel Badilla David Guzmán Jordan Smith Manfred Russell |

| Principal  | Ricardo Montero  |
| Asistentes | Warner Castro    |
|            | Carlos Fernández |
| Cuarto     | Pedro Navarro    |

|                    |   |   |
| Tiros              | - | - |
| Tiros a puerta     | - | - |
| Faltas             | - | - |
| Saques de esquina  | - | - |
| Penaltis           | - | - |
| Fueras de juego    | - | - |
| Posesión del balón | % | % |

| Alineación inicial |

| 18    | POR   | Alfonso Quesada     | 57' |
| 4     | DEF   | Kenner Gutiérrez    |     |
| 2     | DEF   | Elías Palma         |     |
| 3     | DEF   | Porfirio López      |     |
| 6     | DEF   | José Salvatierra    |     |
| 24    | MED   | Ariel Soto          |     |
| 26    | MED   | Ariel Rodríguez     |     |
| 28    | MED   | Juan Gabriel Guzmán |     |
| 10    | MED   | Álvaro Sánchez      | 67' |
| 8     | DEL   | Armando Alonso      | 80' |
| 27    | DEL   | Johan Venegas       | 78' |
| D. T. | D. T. | Óscar Ramírez       |     |

| 1     | POR   | Danny Carvajal   |     |
| 16    | DEF   | Gabriel Badilla  |     |
| 17    | DEF   | Kendall Waston   |     |
| 2     | DEF   | Jordan Smith     |     |
| 29    | DEF   | Michael Barquero |     |
| 25    | MED   | Manfred Russell  |     |
| 21    | MED   | Diego Estrada    | 60' |
| 21    | MED   | David Guzmán     |     |
| 9     | MED   | Hansell Arauz    |     |
| 15    | DEL   | Deyver Vega      | 62' |
| 33    | DEL   | Carlos Saucedo   | 46' |
| D. T. | D. T. | Rónald González  |     |

| 23 | Guardameta     | Dexter Lewis         | 57' |
| 21 | Delantero      | José Guillermo Ortiz | 67' |
| 31 | Centrocampista | Osvaldo Rodríguez    | 78' |
| 21 | Centrocampista | Allen Guevara        | 80' |

| 7  | Delantero      | David Ramírez       | 46' |
| 23 | Centrocampista | Juan Bustos Golobio | 60' |
| 26 | Delantero      | Daniel Colindres    | 62' |

| 52' | Armando Alonso |  |

| 18' · 20' · 20' · 20' · | José Salvatierra Johan Venegas Porfirio López Kenner Gutiérrez |

| 20' · 43' · 70' · 91' · | Gabriel Badilla David Guzmán Jordan Smith Manfred Russell |

| Principal  | Ricardo Montero  |
| Asistentes | Warner Castro    |
|            | Carlos Fernández |
| Cuarto     | Pedro Navarro    |

|                    |   |   |
| Tiros              | - | - |
| Tiros a puerta     | - | - |
| Faltas             | - | - |
| Saques de esquina  | - | - |
| Penaltis           | - | - |
| Fueras de juego    | - | - |
| Posesión del balón | % | % |

| Alineación inicial |

| 18    | POR   | Alfonso Quesada     | 57' |
| 4     | DEF   | Kenner Gutiérrez    |     |
| 2     | DEF   | Elías Palma         |     |
| 3     | DEF   | Porfirio López      |     |
| 6     | DEF   | José Salvatierra    |     |
| 24    | MED   | Ariel Soto          |     |
| 26    | MED   | Ariel Rodríguez     |     |
| 28    | MED   | Juan Gabriel Guzmán |     |
| 10    | MED   | Álvaro Sánchez      | 67' |
| 8     | DEL   | Armando Alonso      | 80' |
| 27    | DEL   | Johan Venegas       | 78' |
| D. T. | D. T. | Óscar Ramírez       |     |

| 1     | POR   | Danny Carvajal   |     |
| 16    | DEF   | Gabriel Badilla  |     |
| 17    | DEF   | Kendall Waston   |     |
| 2     | DEF   | Jordan Smith     |     |
| 29    | DEF   | Michael Barquero |     |
| 25    | MED   | Manfred Russell  |     |
| 21    | MED   | Diego Estrada    | 60' |
| 21    | MED   | David Guzmán     |     |
| 9     | MED   | Hansell Arauz    |     |
| 15    | DEL   | Deyver Vega      | 62' |
| 33    | DEL   | Carlos Saucedo   | 46' |
| D. T. | D. T. | Rónald González  |     |

| 23 | Guardameta     | Dexter Lewis         | 57' |
| 21 | Delantero      | José Guillermo Ortiz | 67' |
| 31 | Centrocampista | Osvaldo Rodríguez    | 78' |
| 21 | Centrocampista | Allen Guevara        | 80' |

| 7  | Delantero      | David Ramírez       | 46' |
| 23 | Centrocampista | Juan Bustos Golobio | 60' |
| 26 | Delantero      | Daniel Colindres    | 62' |

| 52' | Armando Alonso |  |

| 18' · 20' · 20' · 20' · | José Salvatierra Johan Venegas Porfirio López Kenner Gutiérrez |

| 20' · 43' · 70' · 91' · | Gabriel Badilla David Guzmán Jordan Smith Manfred Russell |

| Principal  | Ricardo Montero  |
| Asistentes | Warner Castro    |
|            | Carlos Fernández |
| Cuarto     | Pedro Navarro    |

|                    |   |   |
| Tiros              | - | - |
| Tiros a puerta     | - | - |
| Faltas             | - | - |
| Saques de esquina  | - | - |
| Penaltis           | - | - |
| Fueras de juego    | - | - |
| Posesión del balón | % | % |

| Alineación inicial |

| Campeón Liga Deportiva Alajuelense Campeonato #3 |